# 王氏波眼蝶
王氏波眼蝶（学名：Ypthima wangi），又名王氏波紋蛇目蝶，为蛺蝶科矍眼蝶屬下的一个种。